# Jaltomata viridiflora
Jaltomata viridiflora ist eine Pflanzenart aus der Gattung Jaltomata in der Familie der Nachtschattengewächse (Solanaceae).

## Beschreibung
Jaltomata viridiflora ist eine bis zu 2 m hohe krautige Pflanze oder ein Strauch, der gelegentlich kletternd wächst. Die Laubblätter und die jungen Triebe sind samtig bis filzig mit vielzelligen, einreihigen, unverzweigten Trichomen behaart, die gelegentlich drüsige Köpfe haben. Die Blattspreiten sind ganzrandig bis gezähnt, eiförmig bis eiförmig-lanzettlich, die Spitze ist zugespitzt.
Die Blütenstände bestehen aus (selten nur eine) zwei (selten bis zu vier) Blüten. Die Krone ist röhrenförmig, die (1 bis) 2 cm lange Kronröhre ist blassgrün, seltener weiß oder blassgelb, fünf größere Kronlappen wechseln sich mit fünf kleineren ab, alle sind wulstig. Die Staubbeutel sind 1,7 bis 2,2 mm lang, sie können wie die Staubfäden innerhalb einer Blüte unterschiedlich lang sein. Die Staubblätter und die Narbe können in jede Richtung um je 5 mm versetzt sein und damit jeweils über die Krone hinausstehen.
Die Früchte sind orange bis rötliche Beeren, die etwas abgeflacht rund sind, einen Durchmesser von 13 bis 19 mm und eine Länge von 10 bis 12 mm haben.

## Verbreitung
Die Art kommt in den Anden des westlichen Venezuelas bis nach Ecuador vor. Dort wächst sie in Höhenlagen von 2.500 bis 3.400 m an Subpáramo- und gestörten Standorten.